# Larry D. Mann
Larry D. Mann (Toronto, 18 december 1922 – Los Angeles, 6 januari 2014) was een Canadees-Amerikaans acteur.

## Levensloop en carrière
Mann werd geboren in 1922 in Canada. Hij begon zijn carrière op de radio. Zijn acteercarrière liep van 1949 tot 1991. De bekendste films waarin hij meespeelde zijn The Sting en In the Heat of the Night. Hij was de stem van Yukon Cornelius in de Kerstanimatiefilm van 1964 over Rudolph the Red-Nosed Reindeer. Mann speelde ook in veel televisieseries: onder anderen Hill Street Blues als rechter Obermann, The Dukes of Hazzard, MacGyver, Columbo en Gunsmoke.
Hij overleed op 91-jarige leeftijd in 2014. Mann is begraven aan de Eden Memorial Park in Mission Hills.
- Biblioteca Nacional de España: XX4797632
- International Standard Name Identifier: 0000 0001 1701 2313
- Library of Congress Control Number: no2010063033
- Virtual International Authority File: 120558850
- WorldCat: E39PBJycMy4qv9cbrKX69PHV4q